# Kadri (nome)
Kadri  è un nome proprio di persona turco e albanese maschile.

## Varianti
- Femminili: 
  - Turco: Kadriye[1]

## Origine e diffusione
Riprende il termine turco kadri che vuol dire "valore"; ha quindi lo stesso significato del nome Arvo.

## Onomastico
Il nome non è portato da alcun santo, quindi è adespota; l'onomastico si può eventualmente festeggiare il 1º novembre in occasione di Ognissanti.

## Persone

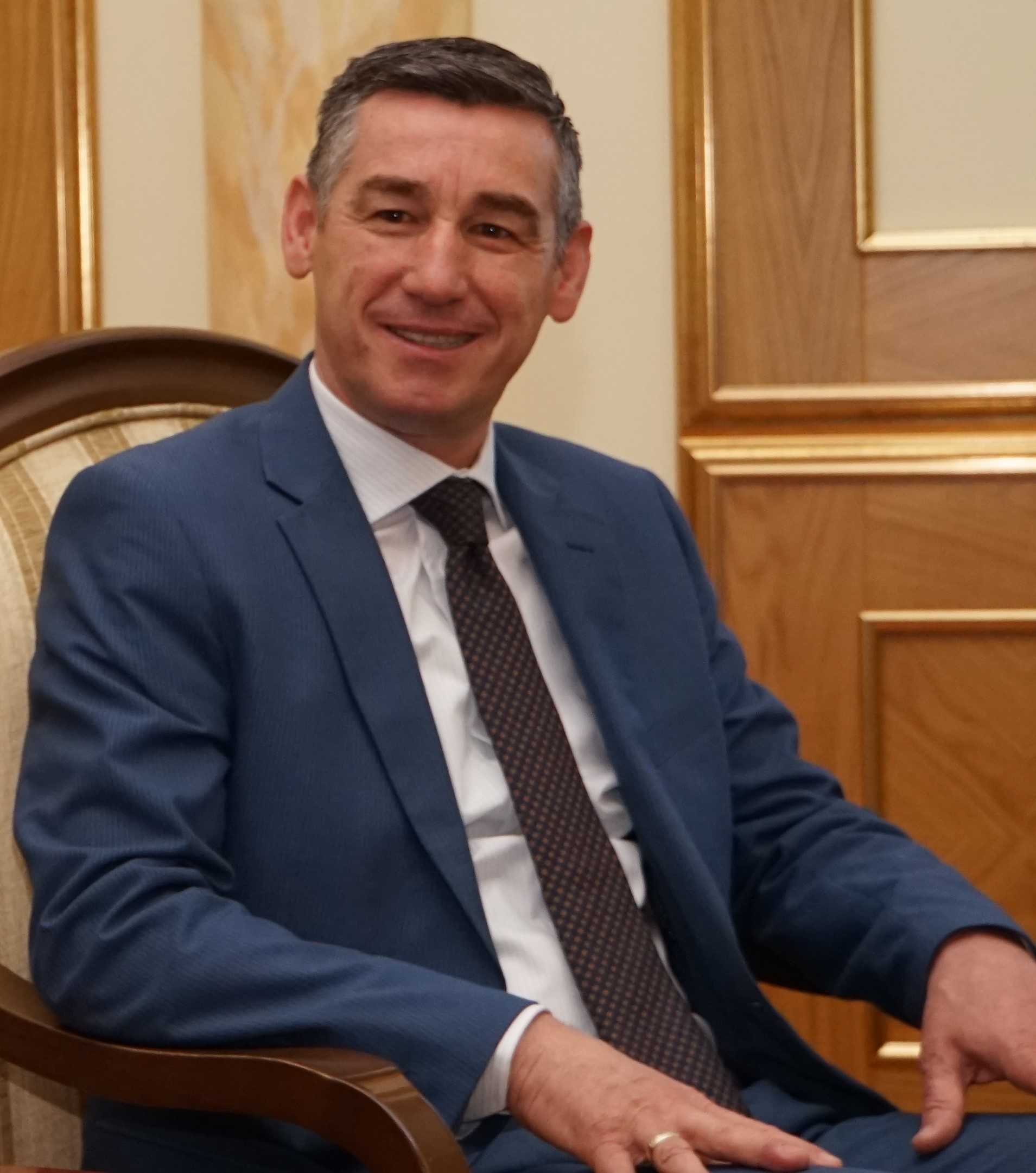
Kadri Veseli

- Kadri Aytaç, calciatore e allenatore di calcio turco
- Kadri Moendadze, cestista francese
- Kadri Roshi, attore albanese
- Kadri Veseli, politico kosovaro